# Kvének

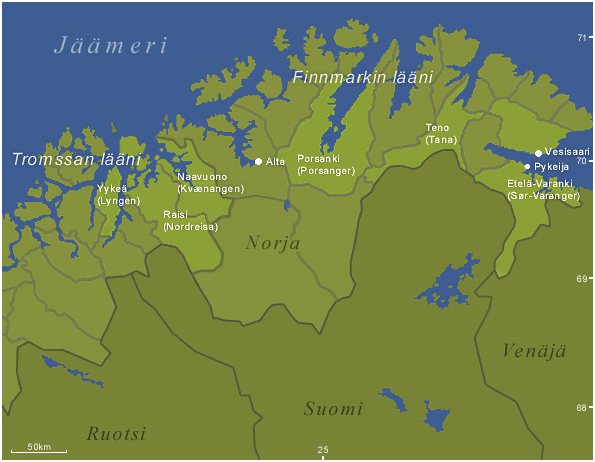
A kvének által lakott észak-norvég területek

A kvén (más írásmódok szerint cwen, kven, kvæn, kveeni, quen) finn eredetű kisebbség Norvégia északi részében, főleg Troms és Finnmark megyében. Mintegy hatvanezren vallják magukat kvén eredetűnek, a nyelvet azonban csak egy részük beszéli. Ez utóbbiak száma bizonytalan, lehet, hogy csak néhány ezer, de lehet ennél jóval több is.
A kvéneket sokáig etnikai diszkrimináció sújtotta, nyelvük hivatalos használatát 1936-ban betiltották, de 1997 óta ismét tanítják az iskolákban. (A jelentkezők magas száma meglepte a norvég hatóságokat, akik a kvént csaknem kihaltnak hitték.)
A kvén nyelv a finn és különösen a meänkieli nyelv közeli rokona, de sok saját szavuk van és kölcsönöztek a norvég nyelvből is. A finnek jórészt megértik a kvént, amelynek északnyugati és keleti dialektusa van.

## Történetük
A kvének a 18. században és a 19. században Svédországból és Észak-Finnországból Észak-Norvégiába vándorolt parasztok és halászok leszármazottai.
Már az 1920-as években a finnek úgy tekintettek rájuk, mint egy olyan szórványra, amely az eredeti, "autentikus" finn kultúrát és nyelvet őrizte meg. (Hasonló ez a magyarok és a csángók közti viszonyhoz.)

## Paulaharju kutatásai
A finn Samuli Paulaharju és felesége 1925 és 1934 között öt alkalommal látogatott el a kvénekhez, és hatalmas etnográfiai, nyelvészeti és történeti anyagot halmoztak fel. Paulaharju 1928-ban "Ruijan Suomalaisia" ("Finnmark finnjei"), 1924-ben "Ruijan äärimmäisillä" ("Finnmark egyik legtávolibb szigetén") címmel publikált róluk. Ezen kívül több mint 1200 fotót készített róluk.